# Point de fuite
Pour les articles homonymes, voir Point de fuite (homonymie).

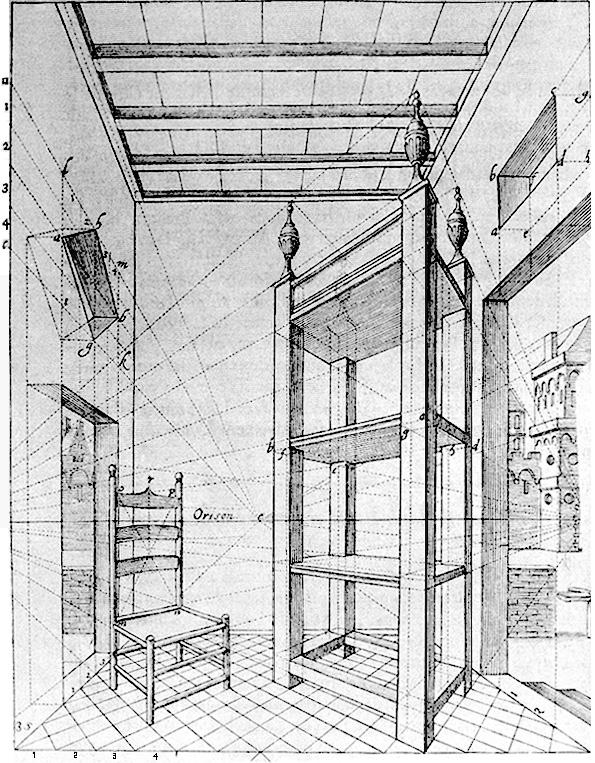
Dessin de Hendrik Hondius I comportant autant de points de fuite que d'angles de fuyantes. En utilisant le fait qu'un certain nombre de lignes se rencontrent lorsqu'elles sont fictivement prolongées sur la perspective, l'auteur parvient à reconstituer la ligne d'horizon.

Dans le cadre de la représentation de la réalité en perspective conique, un point de fuite (en anglais : vanishing point) (en allemand : Fluchtpunkt) (en italien : punto di fuga) (en espagnol : punto de fuga) est un point imaginaire destiné à aider le dessinateur à construire son œuvre en perspective.
La dénomination point de fuite est celle utilisée en dessin. Les géomètres, dans le cadre de la conception projective de l'espace dégagée à partir des propriétés des représentations en perspectives coniques, les appellent points à l'infini.
À chaque direction de l'espace est associé un point de fuite.
Il existe un point de fuite très particulier qui est celui situé dans la direction du regard. On l'appelle parfois point de fuite principal ou encore centre de la perspective. C'est le point utilisé dans les constructions dites à un point de fuite. (Les constructions dites à deux points de fuite font appel à la notion de ligne de fuite).
Les lignes non-fuyantes (dites de face) sont celles qui sont perpendiculaires à la direction du point de fuite principal. Elles conservent leur parallélisme dans le dessin à la différence de toutes les autres lignes. Autrement dit pour que deux lignes parallèles dans la réalité restent parallèles sur la vue en perspective conique, il faut et il suffit que leur direction soit perpendiculaire au regard.

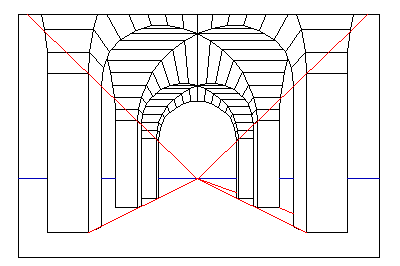
Point de fuite central : vision frontale.
2 points de fuite latéraux : vision oblique.
2 points de fuite horizontaux et 1 vertical : vision aérienne.
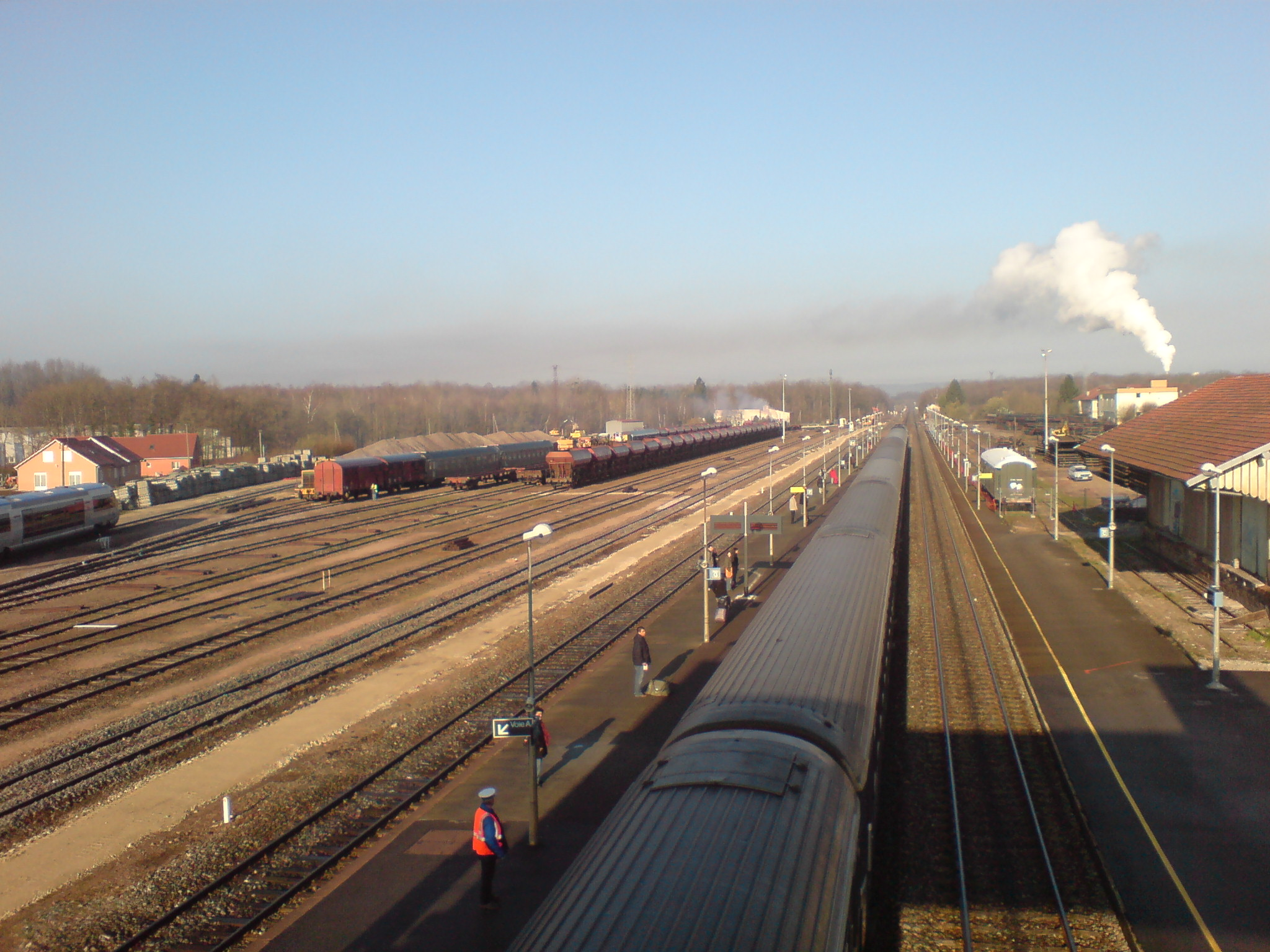
Gare de Lure (Haute-Saône), un des points de fuite est, à droite, le point de convergence des rails. Ce point de fuite n'est pas le point de fuite principal de la perspective, le regard étant dirigé plus au centre de l'image. On dit aussi que la vue est plongeante.
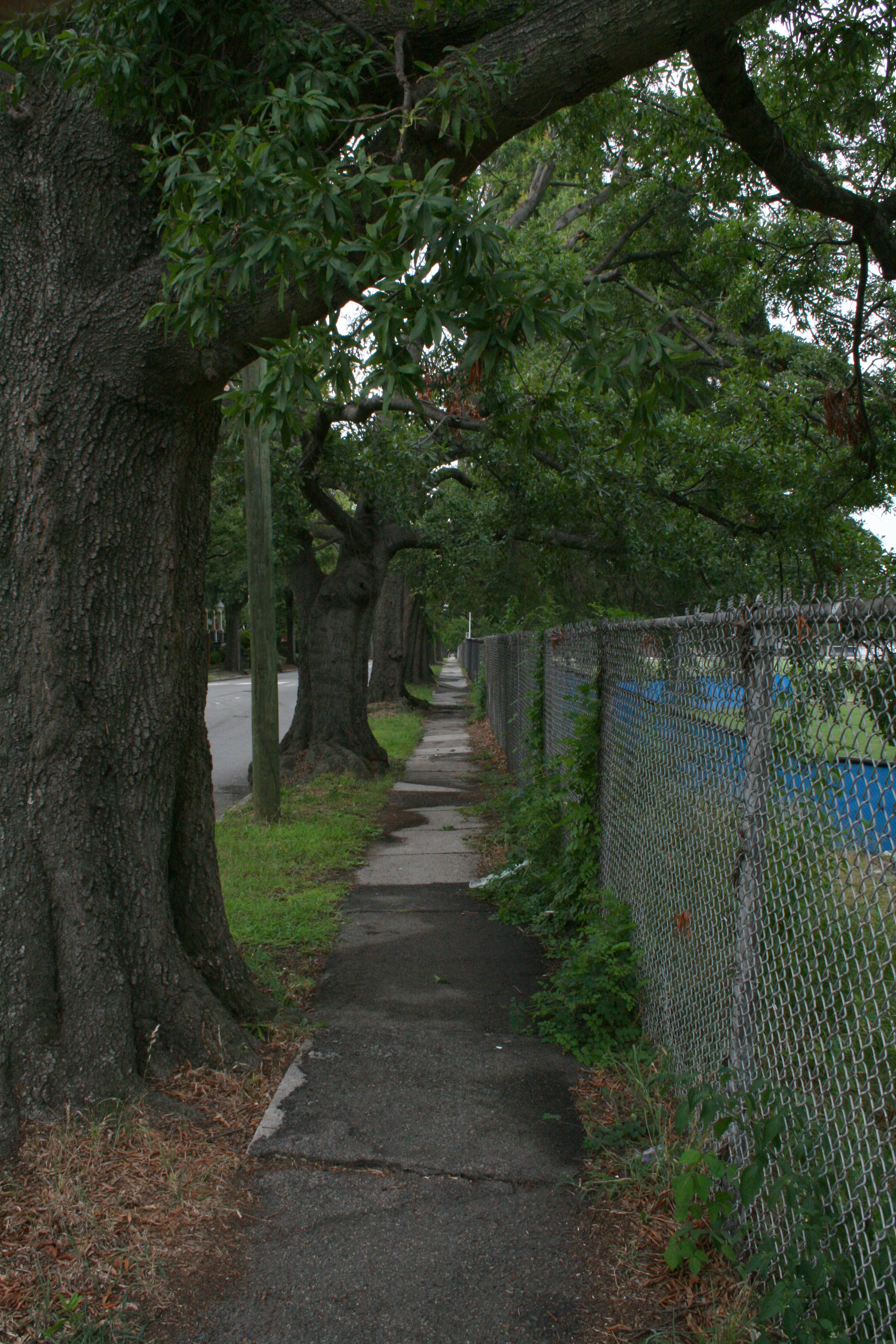
Photo de Durham en Caroline du Nord, le regard est clairement dirigé vers le point de fuite de l'allée, point de fuite principal de la perspective.